# Vannes Volley-Ball (masculins)
Cet article traite de la section masculine de volley-ball. Pour l'article sur la section féminine de volley-ball, voir Vannes Volley-Ball.
Maillots
Le Vannes Volley-Ball, est un club français de volley fondé en 1964 à Vannes (Morbihan). L'appellation actuelle est née en juillet 2006 du fait de la fusion entre les deux anciens clubs locaux, le Véloce Vannetais VB et l'UCK-Nef Volley-Ball. 
Lors de la saison 2007-2008 à la suite de difficultés financières, après avoir arraché le maintien lors des playdowns, le Vannes VB a dissous sa section ProM et évolue depuis en championnat régional.

## Historique
- UCK-Nef Volley-Ball
  - 1992 : Naissance de l'UCK-Nef Volley-Ball à la suite de la fusion entre l'UCK Vannes (Union Clisson Korrigans fondé en 1906) et le NEF Vannes (Nouvelle Équipe Féminine créé en 1946)
- Véloce Vannetais
  - 1964 : Création de la section volley-ball de l'US Véloce Vannes
  - 1985 : Accession en Nationale 2 masculine
  - 1988 : Champion de France de Nationale 2 masculine et accession en Nationale 1B masculine
  - 1994 : Le VVUS devient le Véloce Vannetais Volley-Ball
  - 1999 : Accession en Nationale 3 masculine
  - 2002 : Accession en Nationale 2 masculine
  - 2003 : Accession en Nationale 1 masculine
- Vannes Volley-Ball
  - 2006 : Fusion entre le Véloce Vannetais Volley-Ball et l'UCK-Nef Volley-Ball, naissance du Vannes Volley-Ball
  - 2007 : Champion de France de Nationale 1 masculine et accession en Pro B
  - 2008 : Le club se maintient en Pro B à l'issue des playdowns, Pour des raisons financière, le club repart en Nationale 3 masculine et décide de développer l'équipe féminine.

## Palmarès
- Nationale 1
  - Vainqueur : 2007

## Bilan par saison
| Saison                               | Division       | Saison régulière | Phase finale                                                                             | Coupe de France  |
| ------------------------------------ | -------------- | ---------------- | ---------------------------------------------------------------------------------------- | ---------------- |
| Véloce Vannetais.                    |                |                  |                                                                                          |                  |
| 1999-2000                            | 5 Nationale 3  | 2e/12 - Poule G  | -                                                                                        | 1er tour         |
| 2000-2001                            | 5 Nationale 3  | 2e/11 - Poule G  | -                                                                                        | 2e tour          |
| 2001-2002                            | 5 Nationale 3  | 1er/11 - Poule G | 8e/8                                                                                     | 1er tour         |
| 2002-2003                            | 4 Nationale 2  | 1er/12 - Poule A | 2e/3                                                                                     | 16e de finale    |
| 2003-2004                            | 3 Nationale 1  | 5e/8 - Poule B   | 2e/8 - Play-downs                                                                        | -                |
| 2004-2005                            | 3 Nationale 1  | 3e/8 - Poule B   | 4e/8 - Play-Offs                                                                         | -                |
| 2005-2006                            | 3 Nationale 1  | 1er/8 - Poule A  | 5e/8 - Play-Offs                                                                         | -                |
| Vannes Volley-Ball.                  |                |                  |                                                                                          |                  |
| 2006-2007                            | 3 Nationale 1  | 1er/14           | -                                                                                        | 3e tour          |
| 2007-2008                            | 2 Pro B        | 11e/14           | Battu au 1er tour des barrages de maintien Vainqueur au 2e tour des barrages de maintien | 8e de finale     |
| Retrait de l'équipe professionnelle. |                |                  |                                                                                          |                  |
| 2008-2009                            | 5 Nationale 3  | 7e/12 - Poule H  | -                                                                                        | -                |
| 2009-2010                            | 5 Nationale 3  | 6e/12 - Poule G  | -                                                                                        | -                |
| 2010-2011                            | 5 Nationale 3  | 4e/12 - Poule G  | -                                                                                        | -                |
| 2011-2012                            | 5 Nationale 3  | 5e/12 - Poule G  | -                                                                                        | -                |
| 2012-2013                            | 5 Nationale 3  | 9e/10 - Poule F  | -                                                                                        | amateur: 2e tour |
| 2013-2014                            | 6 Prénationale | 9e/12            | -                                                                                        | -                |
| 2014-2015                            | 6 Prénationale | 5e/12            | -                                                                                        | -                |
| 2015-2016                            | 6 Prénationale | 6e/12            | -                                                                                        | -                |
| 2016-2017                            | 6 Prénationale | 8e/11            | -                                                                                        | -                |
| 2017-2018                            | 6 Prénationale | 1er/10           | -                                                                                        | -                |
| 2018-2019                            | 5 Nationale 3  | 10e/11 - Poule F | -                                                                                        | -                |
| 2019-2020                            | 6 Prénationale | 4e/12            | -                                                                                        | -                |
| 2020-2021                            | 6 Prénationale | Saison annulée   | -                                                                                        | -                |
| 2021-2022                            | 6 Prénationale | 2e/9             | -                                                                                        | -                |
| 2022-2023                            | 6 Prénationale | 4e/12            | -                                                                                        | -                |

Légende : 2,3,4,5 et 6 : échelon de la compétition.

## Effectifs

### Saison 2007-2008
Entraîneur : Slava Kreskine  Russie puis Michel Genson  France
| Numéro | Nom               | Poste                   | Taille | Nationalité        |
| 1      | Darco Nojic       | Attaquant/Réceptionneur | 1,91   | Croatie            |
| 3      | Igor Jérôme       | Attaquant/Réceptionneur | 1,92   | France             |
| 4      | Maxime Godefroy   | Attaquant/Réceptionneur | 1,90   | France             |
| 5      | Milos Vujicic     | Central                 | 2,01   | Serbie             |
| 6      | Stéphane Brandily | Libéro                  | 1,88   | France             |
| 7      | Arnaud Genevé     | Central                 | 2,02   | France             |
| 9      | Adjé Agnithey     | Pointu                  | 1,92   | Togo               |
| 10     | Jan Svoboda       | Attaquant/Réceptionneur | 2,02   | République tchèque |
| 11     | Petr Kuchar       | Central                 | 2,00   | République tchèque |
| 12     | Grégory Féret     | Passeur                 | 1,88   | France             |
| 13     | Jozef Janosik     | Passeur                 | 1,90   | Slovaquie          |

### Saison 2006-2007
Entraîneur : Slava Kreskine  Kazakhstan
| Numéro | Nom                           | Poste                   | Taille | Nationalité     |
| 1      | Julien Laporte                | Central                 | 2,02   | France          |
| 2      | Xavier Boutin                 | Passeur                 | 1,81   | France          |
| 3      | Igor Jerome                   | Attaquant/Réceptionneur | 1,92   | France          |
| 4      | Stéphane Brandily             | Libéro                  | 1,88   | France          |
| 6      | Janderson Moises Rosa de Melo | Attaquant/Réceptionneur | 1,92   | Brésil          |
| 7      | Arnaud Genevé                 | Pointu                  | 2,02   | France          |
| 8      | Julien Creismeas              | Central                 | 1,95   | France          |
| 9      | Adjé Agnithey                 | Pointu                  | 1,92   | Togo            |
| 10     | Slava Kreskine                | Attaquant/Réceptionneur | 1,96   | Kazakhstan      |
| 11     | Petr Kuchar                   | Central                 | 2,00   | Tchécoslovaquie |
| 12     | Gregory Feret                 | Passeur                 | 1,88   | France          |

- Championnat Champion de France de N1

### Saison 2005-2006
Entraîneur : Slava Kreskine  Kazakhstan ; manager : Reynald Masson  France
| Numéro | Nom                | Poste                   | Taille | Nationalité          |
| 1      | Vanja Prtenjaca    | Central                 | 2,05   | Serbie-et-Monténégro |
| 2      | Pierre Levavasseur | Passeur                 | 1,80   | France               |
| 3      | Igor Jerome        | Attaquant/Réceptionneur | 1,92   | France               |
| 4      | Ivonic Hubert      | Libéro                  | 1,84   | France               |
| 6      | Josh Muise         | Attaquant/Réceptionneur | 1,92   | Canada               |
| 7      | Arnaud Genevé      | Pointu                  | 2,02   | France               |
| 8      | Julien Creismeas   | Central                 | 1,95   | France               |
| 9      | Adjé Agnithey      | Pointu                  | 1,92   | Togo                 |
| 10     | Slava Kreskine     | Attaquant/Réceptionneur | 1,96   | Kazakhstan           |
| 11     | Gregory Feret      | Passeur                 | 1,88   | France               |

- Championnat Poule A 1er - Play-Off 5e
- Championnat Poule B - Play-Down

### Saison 2004-2005
Entraîneur : Slava Kreskine  Kazakhstan ; manager : Reynald Masson  France
| Numéro | Nom               | Taille | Nationalité          | Poste |
| 1      | Vanja PRTENJACA   | 2,05   | Serbie-et-Monténégro | C     |
| 2      | Damien MÉDIGUE    | 1,89   | France               | P     |
| 3      | Igor JÉRÔME       | 1,92   | France               | R/A   |
| 4      | Stéphane BRANDILY | 1,89   | France               | L     |
| 5      | Samuel NICERON    | 1,92   | France               | C     |
| 6      | Régis LE FALHER   | 1,97   | France               | C     |
| 8      | Arnaud GENEVÉ     | 2,02   | France               | A     |
| 9      | Monte TUCKER      | 1,91   | États-Unis           | A     |
| 10     | Slava KRESKINE    | 1,96   | Kazakhstan           | R/A   |
| 11     | Julien SANTERRE   | 1,80   | France               | L     |
| 12     | Gregory FÉRET     | 1,88   | France               | P     |

- Championnat Poule B 3e - Play-Off 4e
- Championnat Poule A - Play-Down

### Saison 2003-2004
Entraîneur : Milan Hadrava  République tchèque
| Numéro | Nom                | Poste                   | Taille | Nationalité          |
| 1      | Arnaud Genevé      | Pointu                  | 2,02   | France               |
| 2      | Vanja Prtenjaca    | Central                 | 2,05   | Serbie-et-Monténégro |
| 3      | Igor Jerome        | Attaquant/Réceptionneur | 1,92   | France               |
| 4      | Samuel Niceron     | Central                 | 1,92   | France               |
| 9      | François Ficquet   | Central                 | 1,84   | France               |
| 5      | Milan Hadrava      | Attaquant/Réceptionneur | 1,94   | République tchèque   |
| 6      | Régis Le Falher    | Central                 | 1,97   | France               |
| 19     | Jean-Francois Aron | Passeur                 | 1,89   | France               |
| 8      | Damien Médigue     | Passeur                 | 1,89   | France               |
| 10     | Slava Kreskine     | Attaquant/Réceptionneur | 1,96   | Kazakhstan           |
| 12     | Stéphane Brandily  | Libéro                  | 1,89   | France               |

- Championnat Poule B 5e - Play-Down 2nd
- Championnat Poule A - Play-Off